# La Pera, Sonora
La Pera är en ort i Mexiko.   Den ligger i kommunen Navojoa och delstaten Sonora, i den nordvästra delen av landet, 1 400 km nordväst om huvudstaden Mexico City. La Pera ligger 50 meter över havet och antalet invånare är 152.
Terrängen runt La Pera är huvudsakligen platt. La Pera ligger nere i en dal. Runt La Pera är det ganska glesbefolkat, med 36 invånare per kvadratkilometer. Närmaste större samhälle är Navojoa, 15,8 km sydväst om La Pera. I omgivningarna runt La Pera växer huvudsakligen savannskog.